# 财产分割
财产分割（英語：Divorce division of property）是配偶离婚、大家庭成员分家等情况下，对家庭财产的产权进行分割，以明确归属个人。
在中华人民共和国，以分家形式进行的财产分割与遗产继承相关，又有区别。公民在生前进行财产分割。死亡时，则无需进行遗产继承。1996年时的研究文章指出，相对中国城市居民，农村居民重视生前财产分割超过遗产继承:95。